# Павловский (Воронежская область)
Павловский — посёлок в Острогожском районе Воронежской области.
Входит в состав Криниченского сельского поселения.

## Население
| 2000 | 2005 | 2010 |
| ---- | ---- | ---- |
| 42   | ↘34  | ↘28  |

## Инфраструктура
В посёлке имеется одна улица — Крамского.